# Biskupi Akwizgranu

## BiskupiAkwizgranu
1. Marc Antoine Berdolet (1802–1809)
2. Joseph Heinrich Peter Vogt (1931–1937)
3. Johannes Joseph van der Velden (1943–1954)
4. Johannes Pohlschneider (1954–1974)
5. Klaus Hemmerle (1975–1994)
6. Heinrich Mussinghoff (1994–2015)
7. Helmut Dieser (od 2016)